# The Stanford Prison Experiment
The Stanford Prison Experiment ist ein US-amerikanischer Thriller von Kyle Patrick Alvarez, der am 26. Januar 2015 beim Sundance Film Festival seine Premiere feierte und am 17. Juli 2015 in zwei US-amerikanischen Kinos anlief. Das Drehbuch schrieb Tim Talbott.
Die Handlung basiert auf den tatsächlichen Ereignissen, die im Jahr 1971 stattfanden, als Philip Zimbardo, Professor für Psychologie an der Stanford University, ein soziales Experiment durchführte, bei welchem 24 männliche Studenten aus 75 Bewerbern ausgewählt wurden und nach dem Zufallsprinzip die Rollen von Gefangenen und Wachen zugewiesen bekamen.

## Handlung
1971 leitet der Psychologieprofessor Philip Zimbardo an der Stanford University ein Gefängnis-Experiment, bei welchem herausgefunden werden soll, ob sich bestimmte Charaktereigenschaften in einer Haftanstalt auf die Gewaltbereitschaft der sich hier begegnenden Menschen auswirken. Hierzu werden die Bedingungen, die in einem Gefängnis herrschen, im Keller der Psychologischen Fakultät simuliert. 24 Studenten werden ausgewählt, um für 15 Dollar Vergütung pro Tag die Rolle eines Wachmanns oder eines Insassen zu übernehmen und ihre jeweilige Funktionen über einen bestimmten Zeitraum aufrechtzuerhalten, wie sie ihrer Meinung nach einer realen Gefängnissituation angemessen erscheint. Hierbei sollen sie lediglich von Kameras überwacht werden. Als die Wächter beginnen, die Gefangenen mit harten Regeln gefügig zu machen, wird aus dem Experiment schneller als gedacht bitterer Ernst. Zimbardos Ehefrau ist skeptisch, ob das Experiment noch zielführend ist.

## Hintergrund
Das als Vorlage dienende Stanford-Prison-Experiment wurde 1971 von Professor Philip Zimbardo durchgeführt und vom US Office of Naval Research finanziert. Eigentlich sollte es sieben bis 14 Tage andauern, wurde jedoch nach sechs Tagen durch das Eingreifen von Zimbardos Ehefrau abgebrochen.
Der Stoff wurde bereits 2001 mit Das Experiment von Oliver Hirschbiegel und 2010 mit dem US-Remake von Paul Scheuring mit Adrien Brody verfilmt. Beide Filme basieren auf dem Roman Black Box von Mario Giordano, der wiederum an das Stanford-Prison-Experiment angelehnt ist.

## Produktion

### Entstehung
Bereits 2002 war ein Film über das Stanford-Prison-Experiment angekündigt worden, als Produzent Brent Emery bekannt gab, dass Tim Talbott am Drehbuch für einen entsprechenden Film schreibe. Das Projekt wurde jedoch wegen des Streiks der Drehbuchschreiber in Hollywood um zwölf Jahre verzögert. Erst 2014 konnte das Drehbuch fertiggestellt und mit der Besetzung begonnen werden. Philip Zimbardo fungierte während der Vorbereitungen als Berater.

### Besetzung
Im August 2014 wurden von Alvarez mit Billy Crudup, Ezra Miller, Michael Angarano, Jack Kilmer und Nicholas Braun die ersten Besetzungen bekannt gegeben.

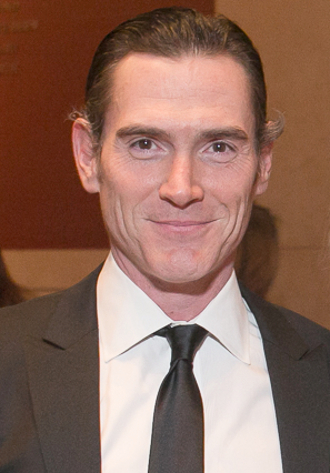
Billy Crudup (2015)
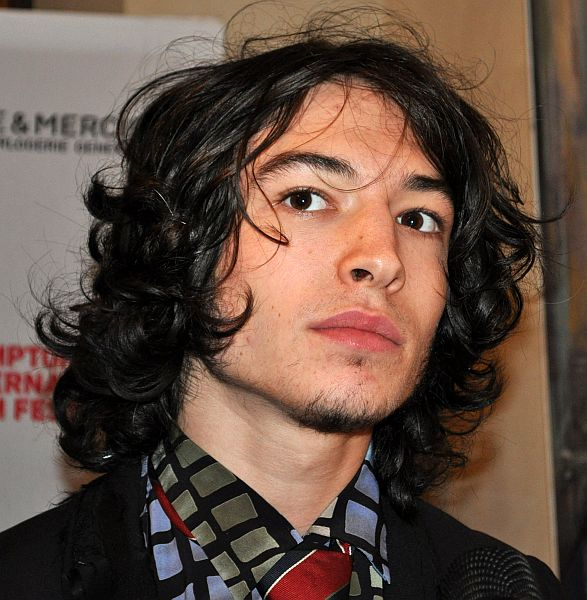
Ezra Miller (2011)
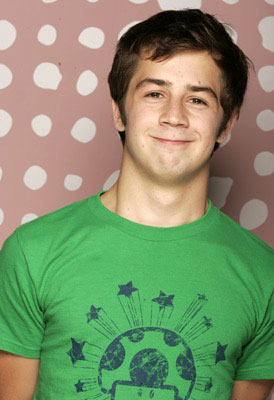
Michael Angarano
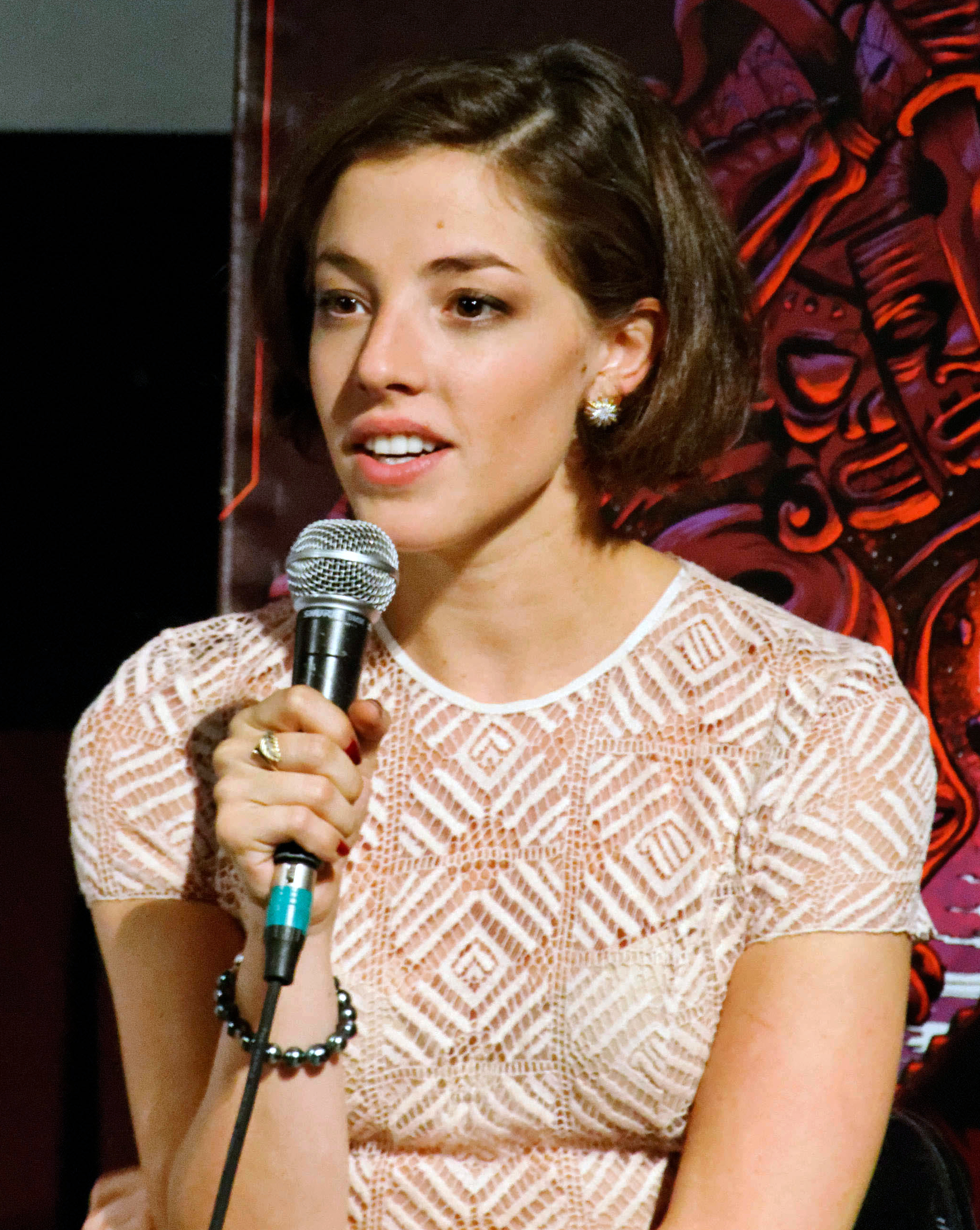
Olivia Thirlby (2012)
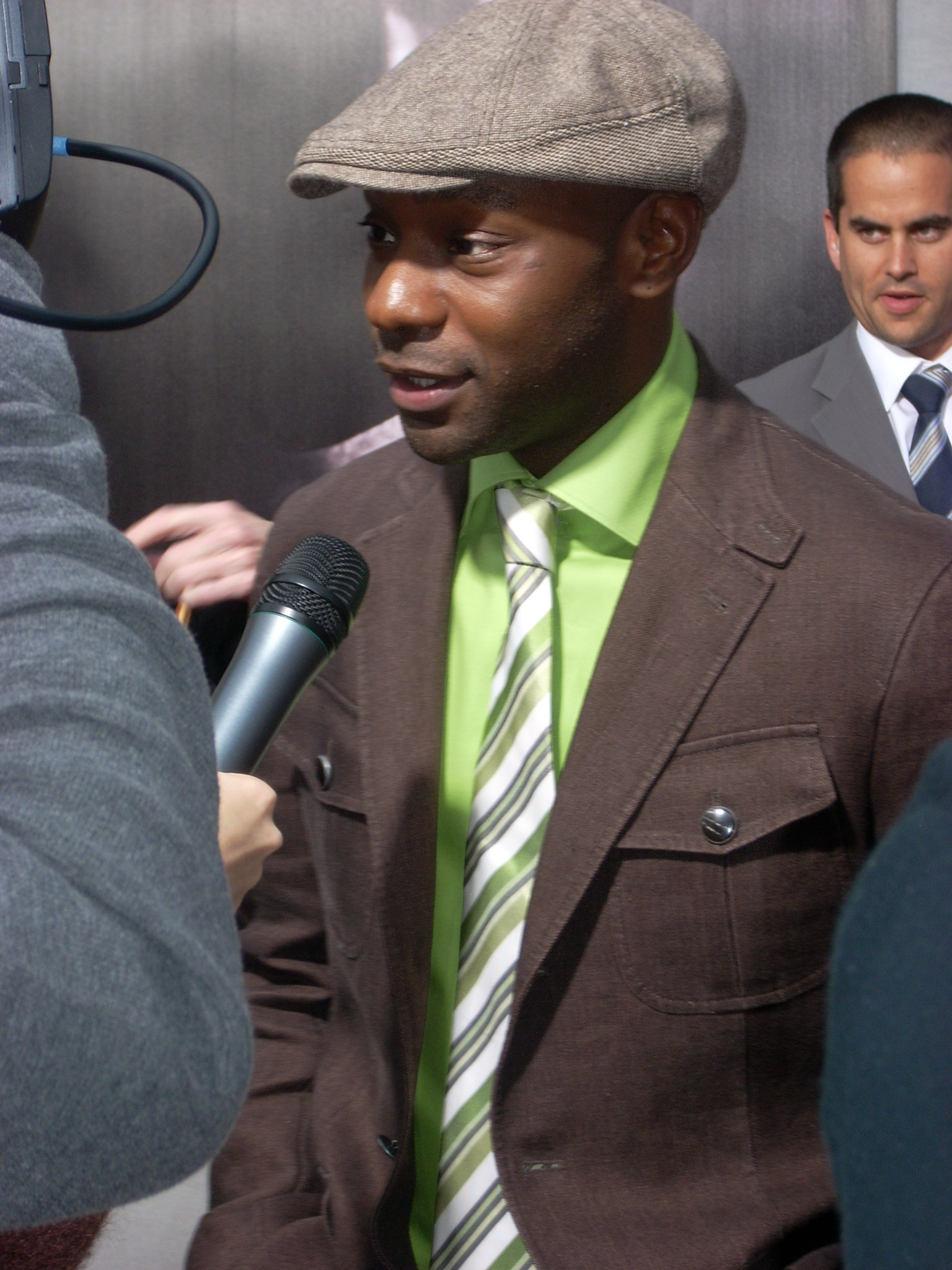
Nelsan Ellis (2009)
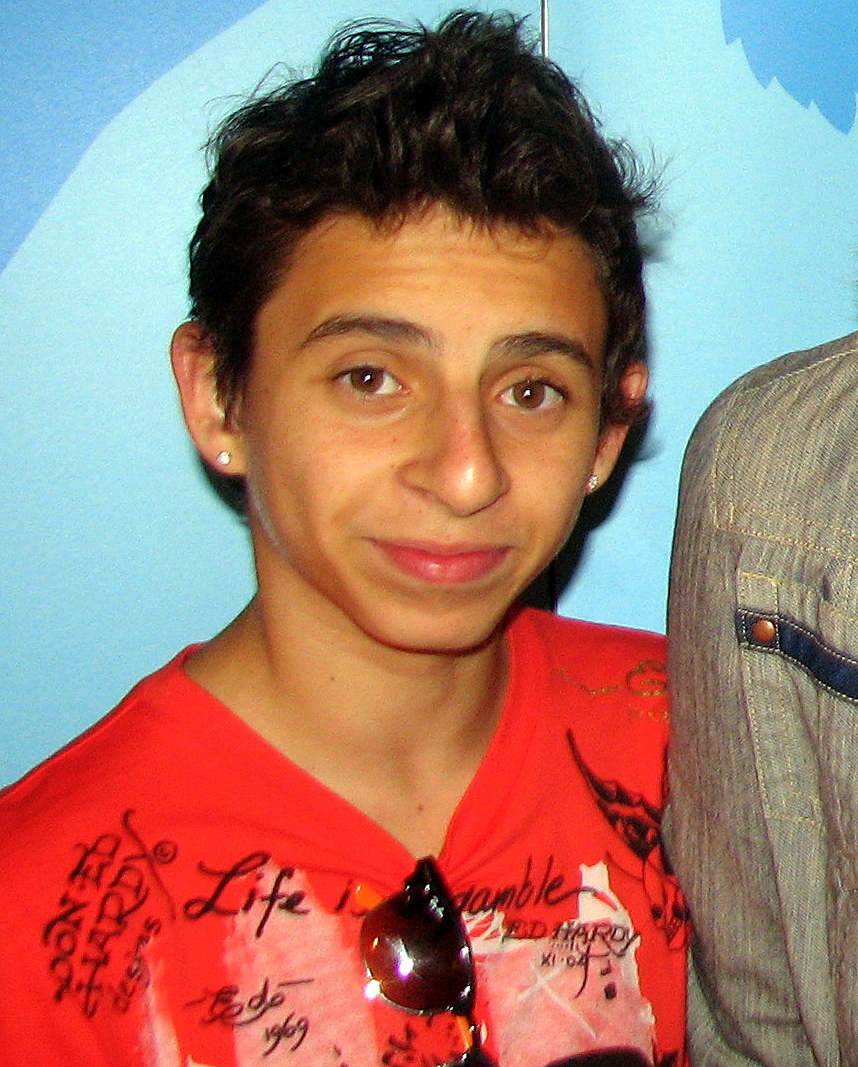
Moisés Arias (2010)
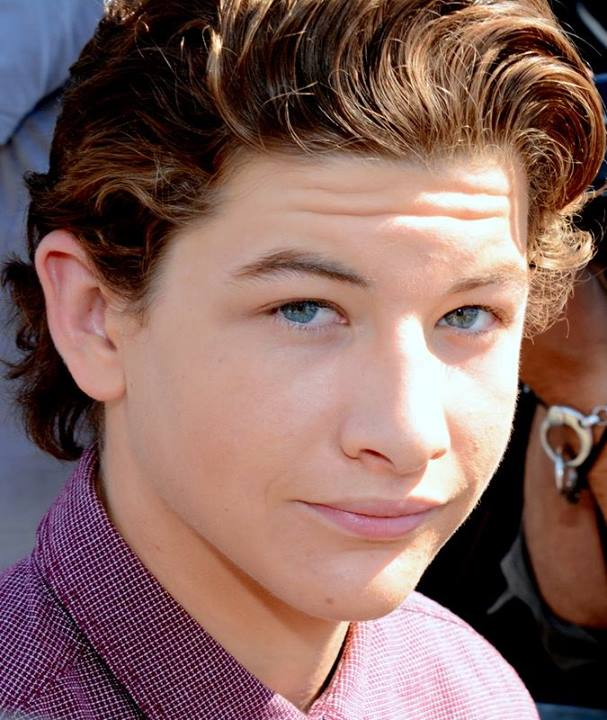
Tye Sheridan (2013)
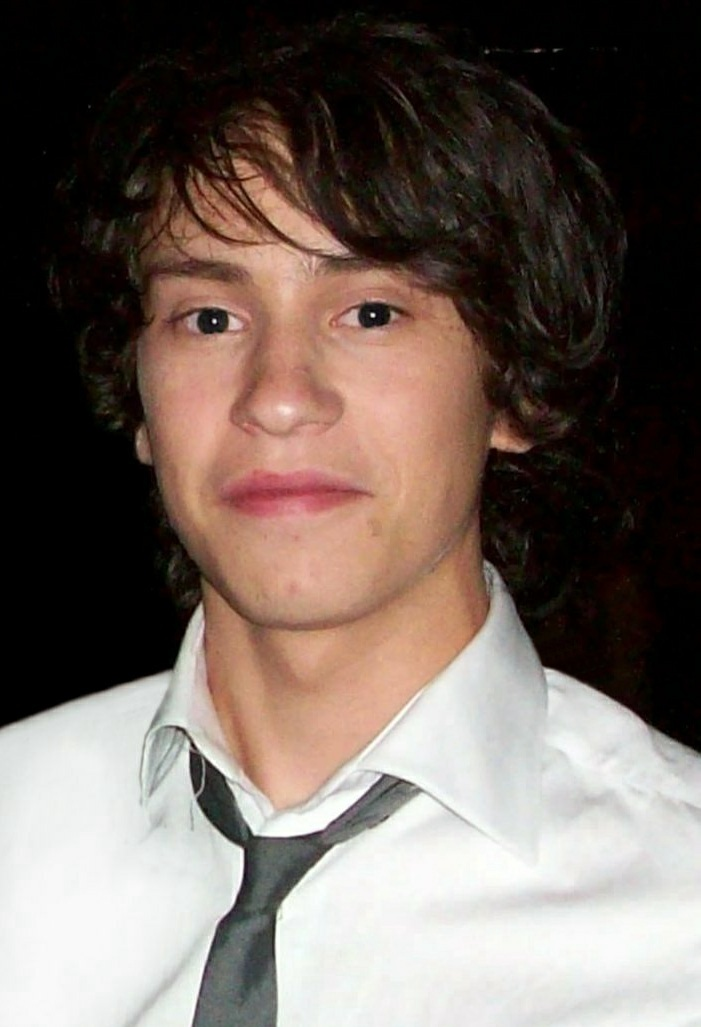
Keir Gilchrist
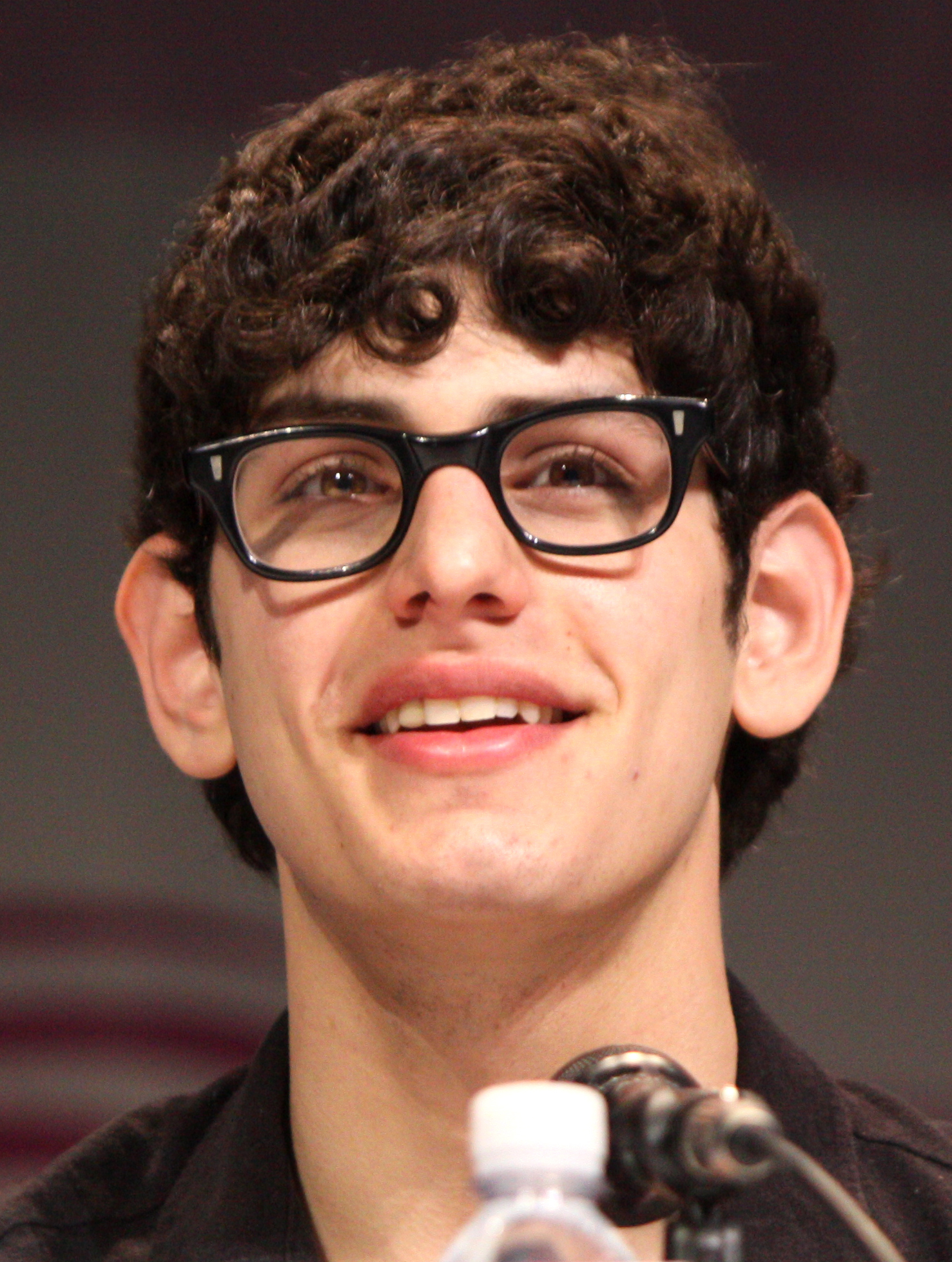
Matt Bennett (2013)
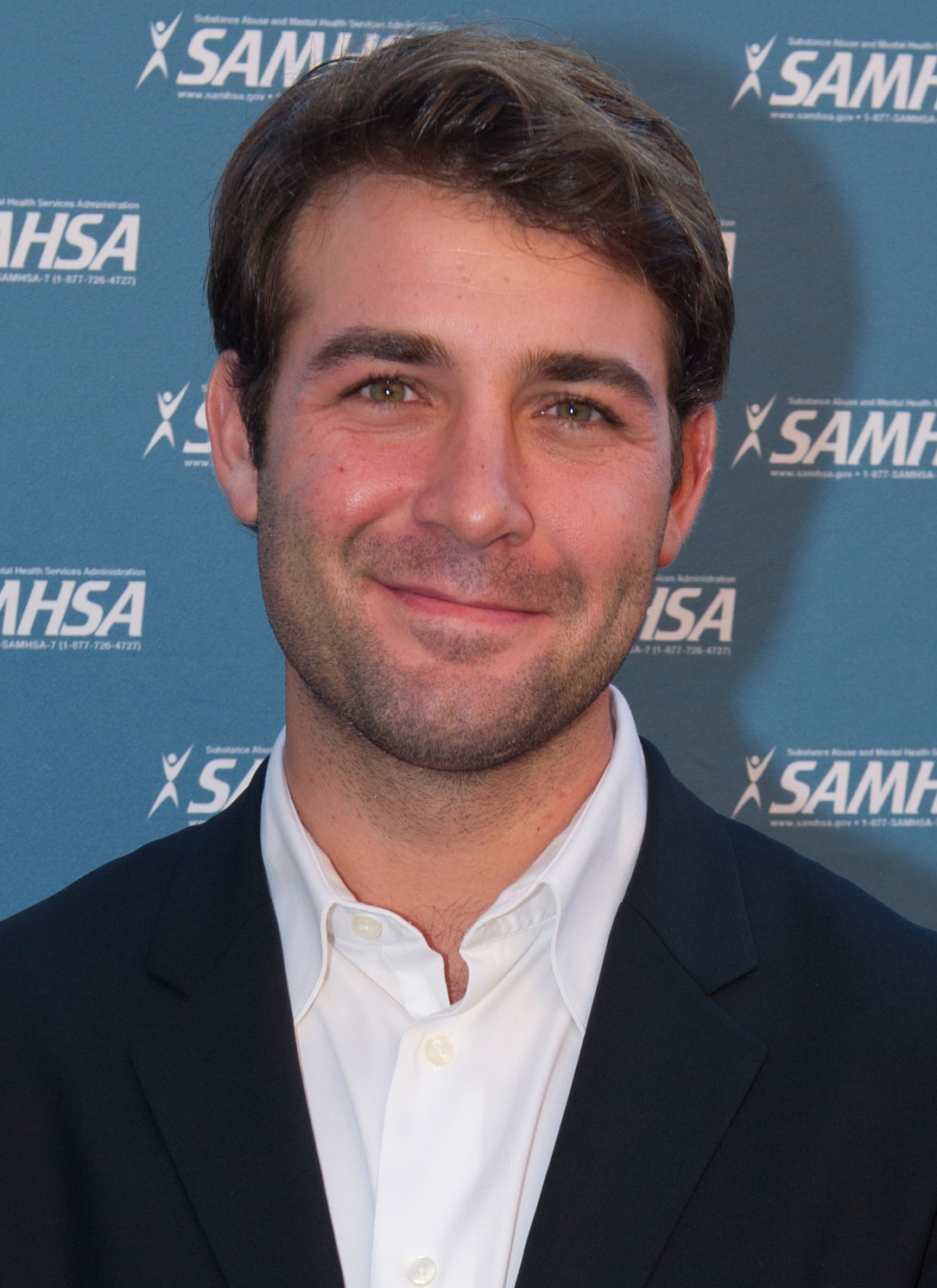
James Wolk (2013)
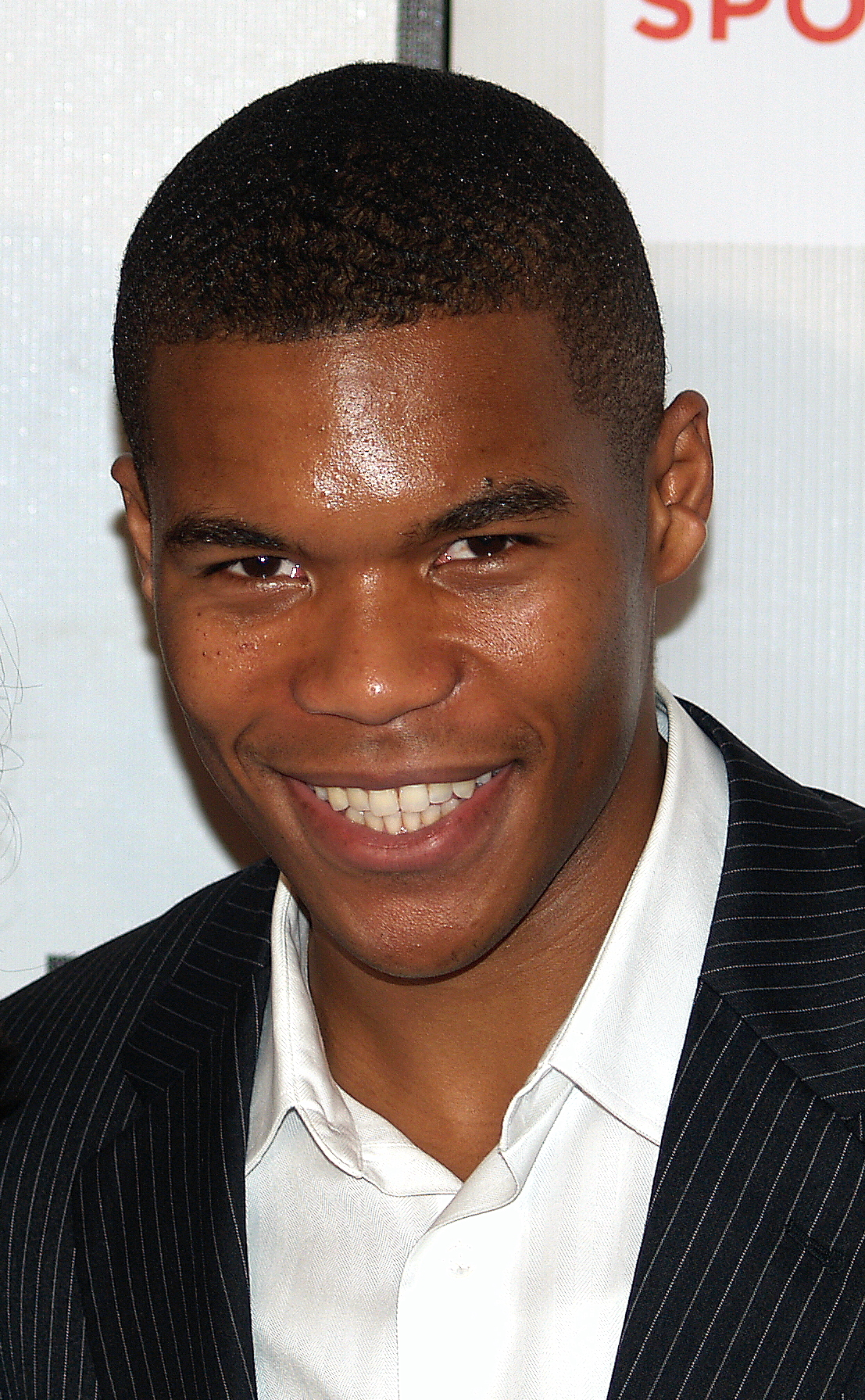
Gaius Charles
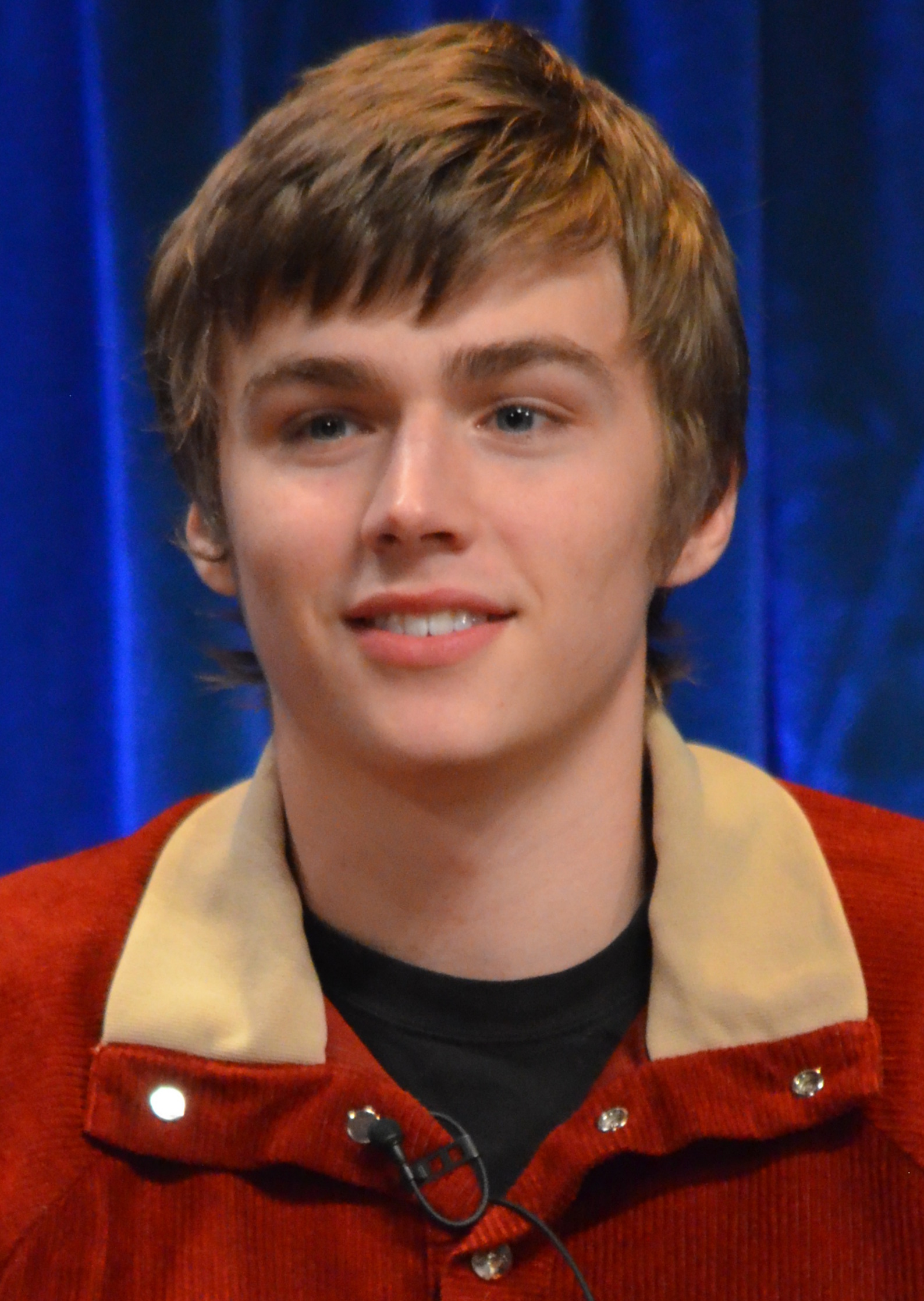
Miles Heizer (2013)
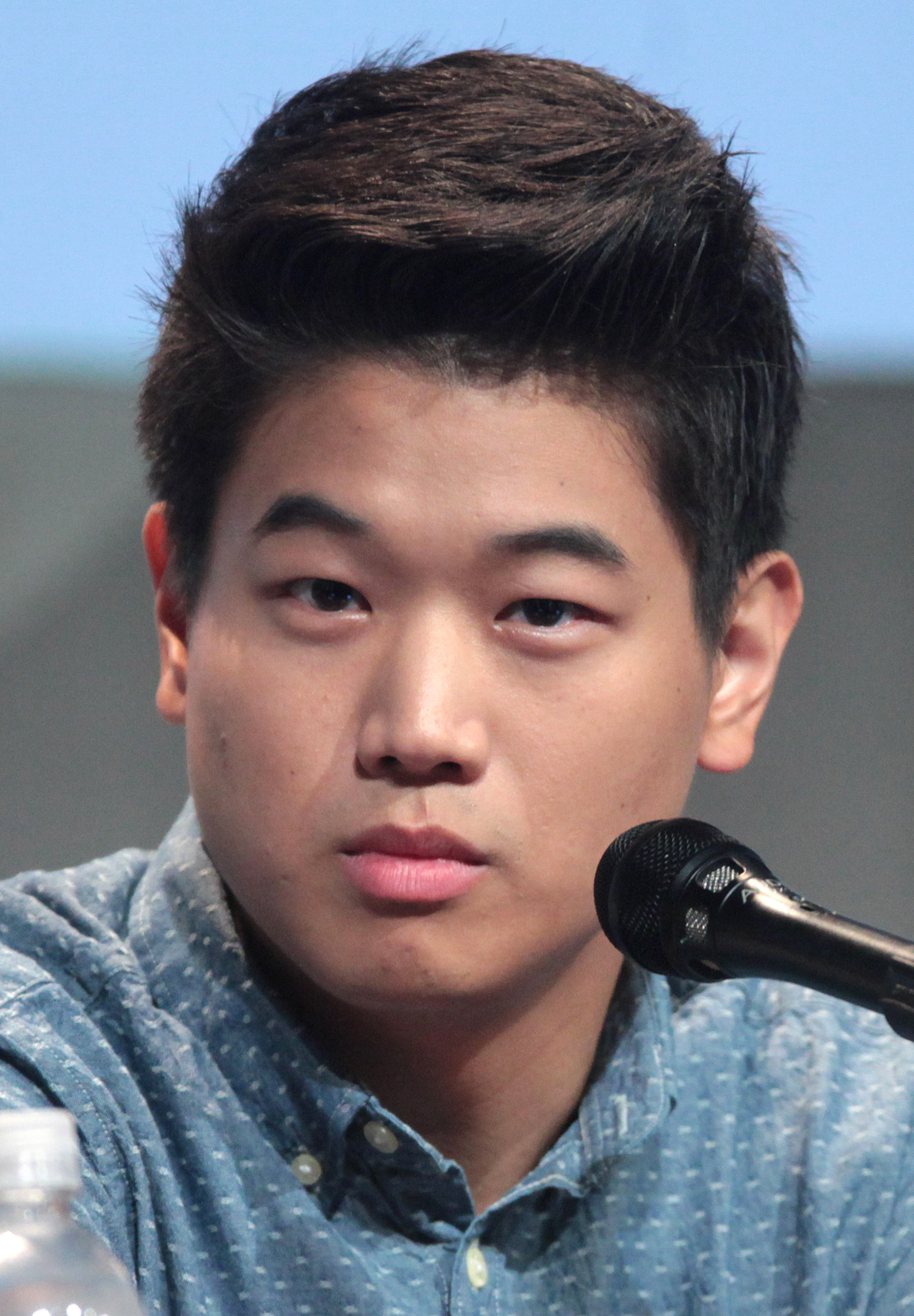
Ki Hong Lee (2015)

### Dreharbeiten
Die Dreharbeiten hatten vor dem Bekanntwerden der ersten Besetzungen am 19. August 2014 in Los Angeles begonnen.

## Rezeption
Trotz der zwei zuvor gedrehten erfolgreichen Verfilmungen des Stanford-Prison-Experiments wurde der Film von den Kritikern wohlwollend beurteilt. Bei Rotten Tomatoes konnte der Film  83 Prozent der Kritiker überzeugen (Stand: 29. März 2019). Bei Metacritic äußerten sich 76 % der Kritiker positiv über den Film.

## Auszeichnungen
Talbott wurde für The Stanford Prison Experiment beim Sundance Film Festival 2015 mit dem Waldo Salt Screenwriting Award ausgezeichnet, und Alvarez erhielt den Alfred P. Sloan Prize, der Beiträge mit wissenschaftlichem Hintergrund fördert. Alvarez wurde für den Film ebenso 2015 beim Edinburgh International Film Festival geehrt (Best International Feature Film).